# Vodomec
Vodomec (znanstveno ime Alcedo atthis) je majhen predstavnik družine vodomcev, ki gnezdi v večjem delu Evrazije, Severni Afriki in Oceaniji. V večini območja razširjenosti je stalno prisoten, le iz predelov, kjer reke pozimi zamrznejo, se odseli južneje. Zato pravimo, da je delna selivka.

## Opis
Je tipičen predstavnik družine, s kratkim repom, čokatim trupom, veliko glavo in še bolj nesorazmerno velikim kljunom. Slednji lahko predstavlja skoraj četrtino celotne dolžine telesa, ki znaša med 17 in 19,5 cm. Po vpadljivem živopisanem perju se vodomec dobro loči od vseh drugih ptic. Vrh glave in peruti so zelenkasto modre barve, ki se spreminja glede na kot svetlobe. Hrbet, trtica in rep so svetlomodri, spodnji del trupa ter lice oranžno-rdeči, grlo in lisa ob strani vratu pa bele barve. Spola sta si zelo podobna, le samica ima bazo spodnje strani kljuna oranžne barve, medtem ko je pri samcu kljun v celoti črn. Kratke noge so živordeče barve. Tudi mladiči so podobni, le nekoliko manj živih barv z bolj zelenkastim odtenkom po perutih in glavi.
Oglaša se z ostrimi, kratkimi žvižgi, ki jih ponavlja v hitrem zaporedju, kadar je vznemirjen. Poje redko; njegovo petje je sestavljeno iz podobnih žvižgov, ki jih ponavlja v nepravilnem zaporedju.

## Življenjski prostor in navade
Gnezdi ob majhnih do srednje velikih počasi tekočih vodotokih, vsaj delno obraščenih z drevjem in z navpičnimi bregovi, v katerih si izkoplje duplo. Občasno gnezdi tudi ob jezerih, vendar se izogiba zelo izpostavljenim obalam. Glavna dejavnika sta čista voda z veliko ribami in dostopnost preže. Ob odsotnosti primernih bregov v bližini lahko gnezdi tudi 250 m stran od vodotoka. Izven gnezditvenega obdobja je manj zahteven. Zadržuje se tudi na morskih obalah, v priobalnih močvirjih in rečnih deltah. 
Vezan je na nižje nadmorske višine in ga je v celinski Evropi le redko najti nad 900 m visoko, le v Rusiji ponekod gnezdi tudi nad 2000 metri. Ključni dejavnik je mraz pozimi, saj ne more preživeti tam, kjer vodotoki povsem zamrznejo.
Največkrat ga je mogoče opazovati, ko nepremično sedi na primerno dvignjenem mestu (npr. veji, ki štrli iz vode) in opreza za plenom. Kljub živi obarvanosti ga je včasih presenetljivo težko opaziti na preži. Bolj vpadljiv je v letu, ko je njegov živomoder hrbet težko spregledati. V splošnem je precej nemiren in plašen ptič, čeprav se lahko navadi tudi na človekovo bližino, če najde ustrezno gnezdišče ob naseljih ali kopališčih.
Je pretežno ribojed. Prehranjuje se v glavnem z manjšimi ribami, pa tudi z žuželkami (npr. kačjimi pastirji) in redkeje z mehkužci ter raki. Lovi tako, da se s svoje preže sunkovito požene v vodo pod kotom 45 º in s kljunom zagrabi ribico, nato pa odleti nazaj, jo udari ob podlago in pogoltne z glavo naprej. Če v bližini ni primerne preže, lahko kratek čas lebdi v zraku ali v redkih primerih lovi žuželke v letu podobno kot muharji. Med ribami so pogost plen kaplji (Cottus gobio), navadni zeti (Gasterosteus aculeatus) in pisanci (Phoxinus phoxinus), od morskih pa bukva (Boops boops).